# Echarlens
Echarlens (frp. Tsèrlin, hist. Schärlingen) – gmina (fr. commune; niem. Gemeinde) w Szwajcarii, w kantonie Fryburg, w okręgu Gruyère. Leży nad jeziorem Lac de la Gruyère.

## Demografia
W Echarlens mieszka 847 osób. W 2020 roku 13,6% populacji gminy stanowiły osoby urodzone poza Szwajcarią.

## Transport
Przez teren gminy przebiegają drogi główne nr 12 i nr 192. 